# Hatnub
Hatnub (ägyptisch Hw.t-nbw Haus des Goldes) ist der Name antiker Steinbrüche mit kristallinem Calcit (sogenannter "Ägyptischer Alabaster") in der Ostwüste etwa 18 km südöstlich von Tell el-Amarna und ca. 65 km südöstlich der modernen Stadt al-Minya.

## Geschichte
Hieroglyphische Inschriften und Graffiti belegen, dass die Steinbrüche von der Regierungszeit des Cheops (4. Dynastie) bis in die römische Zeit in Betrieb waren. Von Interesse für die Bautechnik ist eine Schräge von 20 bis 25 Prozent Steigung, die als beiderseits mit Stufen versehene Rampe mit Pfostenlöchern im Seilzugverfahren zum Transport von großen Steinen gedient haben dürfte. Aus Hatnab ist der Transport eines Steines mit einem Gewicht von 58 Tonnen für die Herstellung einer Kolossalstatue beschrieben. 
Der ägyptische Beamte Weni berichtet in einer autobiographischen Inschrift in seinem Grab in Abydos, wie er unter Merenre (6. Dynastie) Expeditionen unter anderem in die Steinbrüche von Hatnub unternahm, um Baumaterial für die Pyramide des Pharao zu beschaffen.